# Daniel Crista
Daniel Crista (ur. 19 stycznia 1991 w Reșicie) – rumuński kolarz szosowy i torowy.

## Osiągnięcia

### Kolarstwo szosowe
Opracowano na podstawie:

2015
- 2. miejsce w mistrzostwach Rumunii (jazda indywidualna na czas)

2016
- 3. miejsce w mistrzostwach Rumunii (jazda indywidualna na czas)
- 2. miejsce w mistrzostwach Rumunii (start wspólny)

2017
- 1. miejsce w klasyfikacji górskiej Tour de Serbie
- 2. miejsce w mistrzostwach Rumunii (jazda indywidualna na czas)

2018
- 2. miejsce w mistrzostwach Rumunii (jazda indywidualna na czas)
- 2. miejsce w mistrzostwach Rumunii (start wspólny)
- 1. miejsce w prologu Tour of Szeklerland

2019
- 2. miejsce w mistrzostwach Rumunii (jazda indywidualna na czas)
- 1. miejsce w prologu Tour of Szeklerland

2020
- 1. miejsce w mistrzostwach Rumunii (start wspólny)

2021
- 2. miejsce w mistrzostwach Rumunii (jazda indywidualna na czas)
- 3. miejsce w mistrzostwach Rumunii (start wspólny)

2022
- 1. miejsce w mistrzostwach Rumunii (jazda indywidualna na czas)

### Kolarstwo torowe
Opracowano na podstawie:
2020
- 3. miejsce w mistrzostwach Europy (wyścig punktowy)

## Rankingi

### Kolarstwo szosowe
| Rok             | 2013 | 2014 | 2015 | 2016 | 2017 | 2018 | 2019  | 2020 | 2021 | 2022 | 2023  | 2024  |
| --------------- | ---- | ---- | ---- | ---- | ---- | ---- | ----- | ---- | ---- | ---- | ----- | ----- |
| World Ranking   |      |      |      | 751. | 955. | 585. | 1291. | 333. | 563. | 858. | 1494. | 1532. |
| UCI Europe Tour | 897. | 736. | 665. | 470. | 598. | 340. | 891.  | 273. | 450. | 642. | -     | -     |
|                 |      |      |      |      |      |      |       |      |      |      |       |       |
| Źródło: UCI     |      |      |      |      |      |      |       |      |      |      |       |       |